# Tanja Stupar Trifunović
Tanja Stupar Trifunović (serbisch-kyrillisch Тања Ступар Трифуновић; * 20. August 1977 in Zadar, Jugoslawien) ist eine in Bosnien und Herzegowina lebende Autorin, Dichterin und Chefredakteurin. Fast jedes ihrer Werke wurde international ausgezeichnet.

## Kurzbiografie
Tanja Stupar Trifunović wurde 1977 in Zadar, heute Kroatien, geboren. Sie studierte serbische Sprache und Literatur an der Universität Banja Luka. Ihre Dichtungen werden seit 1999 in Anthologien veröffentlicht und ins Englische, Deutsche, Dänische, Französische, Mazedonische, Slowenische, Polnische, Tschechische, Ungarisch und Malayalam übersetzt.
Ihr Erstlingsroman „Satovi u majčinoj sobi“ (übersetzt Uhren in Mutters Zimmer) wurde 2016 mit dem Literaturpreis der Europäischen Union und 2013 als Manuskript mit dem dritten Preis der „Zlata sovu“ (Goldene Eule) ausgezeichnet. Im Jahr 2014 kam er in die engere Auswahl des NIN-Literaturpreis, der für den besten Roman – in serbischer Sprache – verliehen wird. Thema des Buches ist das Leben der Frauen im ehemaligen Jugoslawien, dargestellt am Beispiel einer Mutter-Tochter-Beziehung.
Stupar Trifunovićs Band „O čemu misle varvari dok doručkuju“ (Über was denken Barbaren beim Frühstück nach) kam auf die Shortlist für den „CEE Literature Award“. Im Jahr 2010 war sie Gast des Internationalen Literaturfestivals Berlin (ilb). Vier Jahre später erhielt sie die mazedonische Literaturauszeichnung „Počasno Racinovo priznanje“.
Als Writer in Residence arbeitete Stupar Trifunović im Januar 2017 im Q21 im MuseumsQuartier in Wien und im Oktober gleichen Jahres in Novo mesto, Slowenien an einem weiteren Gedichtband und ihrem zweiten Roman. Dieser trägt den Arbeitstitel „Nedostatak“. Weitere Residenzprogramme führten sie nach Nordmazedonien und Serbien.
Tanja Stupar Trifunović ist Chefredakteurin der Zeitschrift für Literatur, Kunst und Kultur „Putevi“  (Straßen) und arbeitet als Redakteurin des Kulturprogramms der Volks- und Universitätsbibliothek in Banja Luka, Republika Srpska.  Stupar Trifunović ist Unterzeichnerin der 2017 veröffentlichten Deklaration zur gemeinsamen Sprache der Kroaten, Serben, Bosniaken und Montenegriner.

## Auszeichnungen
- 2016: Literaturpreis der Europäischen Union für Satovi u majčinoj sobi

## Werke
Autorin
- Kuća od slova. Petar-Kočić, Banja Luka – Belgrad 1999. ISBN 978-86-7250-028-8.
- Uspostavljanje ravnoteže. KOV, Vršac 2002. ISBN 978-86-7497-032-4.
- Adornova svraka. Zalihica, Sarajevo 2007. ISBN 978-9958-787-20-1
- O čemu misle varvari dok doručkuju. Zoro, Sarajevo – Zagreb 2008. ISBN 978-9958-589-54-6.
- Glavni junak je čovjek koji se zaljubljuje u nesreću. Fra Grgo Martić, Kreševo 2010.  ISBN 978-9958-9120-8-5.
- Satovi u Majčinoj Sobi. Šahinpašić, 2016. ISBN 978-9958-416-48-4. dt. Die Uhren in Mutters Zimmer. Übersetzung von Elvira Veselinović. eta Verlag, 2021. ISBN 978-39-4924-900-6
- Razmnožavanje Domaćih Životinja. 2018.

Mitwirkende
- Hans Thill (Hrsg.): Geständnis eines Despoten. Gedichte aus Bosnien-Herzegowina. Das Wunderhorn, Heidelberg 2013. ISBN 978-3-88423-392-4.

Herausgeberin
- Biti čovjek, forma, pjesma. NUB, Banja Luka 2012.
- Linije. NUB, Banja Luka 2013.
- Mladen Savić: «сила слова.» (Essay: Die Macht der Worte). In: Putevi. 2015.